# Actona
Actona Group A/S er en danskejet international møbelvirksomhed med hovedkontor i Tvis. Actona Group udvikler, producerer og sælger møbler til detailforretninger i over 90 lande.
Actona Group ejer og driver eget trading selskab i Kina og to polsterfabrikker i hhv. Ukraine og Kina. Den resterende møbelproduktion finder primært sted i Asien og Østeuropa i tæt samarbejde med eksterne underleverandører.
Virksomheden blev grundlagt i 1981 af Orla Dahl Jepsen, og begyndte som en mindre detailforretning i Nørreportcentret i Holstebro, kaldet Marmorhuset . Som virksomheden blev mere globalorienteret og gik fra detail til wholesale skiftede navnet fra Marmorhuset til Actona Company A/S. Navnet Actona kommer fra ACT ON A. I 2021 skiftede virksomheden navn til Actona Group A/S.
I 2015 købte Lars Larsen Group størstedelen af aktierne, hvormed Actona Company A/S blev en del af Lars Larsen Group. Actona Group er stadig 100 % danskejet.